# Antoine Lagnel
Antoine Lagnel (* 8. Oktober 1831 in Noves; † 9. April 1907 ebenda) war ein französischer Politiker. Von 1889 bis 1898 war er Abgeordneter der Nationalversammlung.
Lagnel war zuerst Arbeiter und dann Vorarbeiter in einer Getreidemühle. Er machte sich als Landwirt selbständig und wurde für seinen Erfolg in dem Gewerbe 1875 vom französischen Landwirtschaftsministerium ausgezeichnet. Seine politische Karriere begann er als Bürgermeister seines Heimatortes. Später wurde er in den Generalrat gewählt. 1888 kandidierte er erfolglos bei Teilwahlen zur Nationalversammlung. Im folgenden Jahr konnte er jedoch für den Wahlkreis von Arles ins Parlament einziehen. Dort gehörte er den Radikalen an. Nach seiner Wiederwahl 1893 trat er 1898 nicht erneut an.